# Iffigbach
Der Iffigbach ist ein etwa 8 Kilometer langer Bach im Kanton Bern, der beim Birchispitz von links in die Simme mündet.

## Geographie

### Verlauf
Der Bach beginnt Hobergtälli unterhalb des Iffighore auf etwa 1840 m ü. M. Nach etwa 0,8 km vereinigt sich der Bach unterhalb von Groppi auf 1700 m ü. M. mit einem von rechts kommenden Bach, der wohl über eine wesentlich weiter gelegene Quelle verfügt. Dieser Bach bezieht sein Wasser wohl über eine unterirdische Verbindung zum Iffigsee. Der Bach fliesst nun durch das Iffigtal in nordwestlicher Richtung. Nach knapp 2 km ändert der Bach unterhalb der Iffigenalp seine Richtung und fliesst nun Richtung Norden. Hier fliesst ihm bei der Wallisdole auf 1550 m ü. M. der Rawilpassbach von rechts zu sowie beidseitig weitere kleine Bäche. Der Bach erreicht nach 1 km schliesslich die Iffigfälle. Hier überwindet er eine 200 m hohe Steilstufe mit mehreren Kaskaden. Unten angekommen fliessen ihm beidseitig weitere kleine Bäche zu, unter anderem das Artigräbli. Er fliesst nun durch dünn besiedeltes Gebiet und ein Kilometer weiter talabwärts fliesst ihm von rechts der Chimpach zu. Auf den nächsten Kilometern fliessen ihm vor allem von links weitere kleine Bäche zu, während er durch dünn besiedeltes Gebiet fliesst. Er erreicht schliesslich nach 2,5 km das Simmental und mündet beim Birchispitz von links auf 1072 m ü. M. oberhalb von Lenk in die Simme.

### Einzugsgebiet
Das Einzugsgebiet des Iffigbachs hat eine Grösse von etwa 37 km². Der höchste Punkt im Einzugsgebiet ist auf 2923 m ü. M.